# 板倉滉
板倉 滉（いたくら こう、1997年1月27日 - ）は、神奈川県横浜市青葉区出身のプロサッカー選手。エールディヴィジ・アヤックス・アムステルダム所属。ポジションはディフェンダー、ミッドフィールダー。日本代表。
アヤックス史上初の日本人選手。

## 来歴

### プロ入り前
小学1年生からプロ入り後も継続してファンクラブ会員として応援している川崎フロンターレの下部組織に合格し、U-12チームの1期生として入団。あざみ野FC時代は高身長を活かしたFWとして活躍したが、川崎フロンターレ下部組織に入団後はボランチにコンバートを果たした。
U-18では中心選手としてプレーし、3年時にはキャプテンを務めた。川崎フロンターレU18では1学年上の脇坂泰斗、同期の三好康児、1学年下の三笘薫、2学年下の田中碧らと共にプレーした。2015年、三好とトップチームに昇格。

### 川崎フロンターレ
2016年8月6日、2ndステージ第7節のヴァンフォーレ甲府戦に後半から途中出場し、J1リーグ初出場を果たした。2017年3月1日、AFCチャンピオンズリーグ第2節の東方足球隊戦でプロ初得点を記録した。

### ベガルタ仙台
2018年シーズンは期限付き移籍でベガルタ仙台に加入。2月25日開幕戦の柏レイソル戦で先発すると、J1リーグ初得点を決めて勝利に貢献した。ホーム最終戦でファンの投票によって選ぶ「日専連ライフサービスプレゼンツ 年間MIP賞」を受賞。

### フローニンゲン
2019年1月、プレミアリーグのマンチェスター・シティに完全移籍。A代表歴が無くイングランドでの労働許可証が取得できないため、加入と同時にエールディヴィジのFCフローニンゲンに期限付き移籍。8月1日、開幕戦のエメン戦でリーグ戦デビューを果たした。10月20日、第10節のスパルタ・ロッテルダム戦では完封勝利に貢献し、今節のベストイレブンに選出された。
2020年7月23日、フローニンゲンへの期限付き移籍延長が発表された。また、背番号を5番に変更した。2021年1月15日、第16節のヴィレムII戦でオランダ初ゴールを決めた。5月21日、シーズン終了後に活躍が評価されてクラブの最優秀選手に選出された。

### シャルケ
2021年8月19日、2. ブンデスリーガのシャルケ04に期限付き移籍（買取オプション付）で加入した。8月28日、第5節のデュッセルドルフ戦で先発デビューを果たした。12月10日、第17節のニュルンベルク戦で移籍後初ゴールを決めた。その後もレギュラーとして活躍し、チームの2部優勝と1部昇格に貢献した。
シャルケは板倉の完全移籍を狙うも、ロシアのウクライナ侵攻によって筆頭スポンサー・ガスプロムを追放し資金繰りが厳しくなった結果、経済的な理由で断念。2022年6月1日、期限付き移籍期間満了に伴う今季限りでの退団が発表された。一方で、イングランドプレミアリーグのフラムやボーンマス、スコットランドプレミアシップのセルティック、ブンデスリーガのフランクフルトやボルシアMGなど10クラブが獲得に手を挙げているとされた。

### ボルシア・メンヒェングラードバッハ
2022年7月3日、ブンデスリーガのボルシア・メンヒェングラートバッハに完全移籍で加入した。背番号は前年と同じ3。
8月7日、ブンデスリーガ開幕戦のホッフェンハイム戦で、味方のコーナーキックを折り返し、ブンデスリーガ一部初アシストを決めた。チームも3-1で勝利した。
2023年1月18日、JPFAアワードの2022年度ベストイレブンに選ばれた。
8月19日、アウクスブルク戦でブンデス初ゴールをマークし、9月2日、最多優勝かつ前年度王者のバイエルン戦でもゴールを決めた。9月8日、チームの8月度MVPに選出。

### アヤックス・アムステルダム
2025年8月8日、オランダ「ビッグ3」（De Grote Drie）のアヤックス、PSV、フェイエノールトやブンデスリーガ上位のフランクフルトから獲得オファーを受けた結果、エールディヴィジ優勝数最多かつUEFAチャンピオンズリーグ歴代6位の優勝数を誇るトレブル達成クラブの名門アヤックス・アムステルダムへの移籍を決意。
1年の延長オプションが含まれる2029年6月までの4年契約で、移籍金は1000万ユーロ（約17億円）にプラスで200万ユーロ（約3億4000万円）の出来高払いとみられる。背番号はファン・バステン、ライカールト、クーマンなど歴代のレジェンドが背負った『 4 』。

### 代表
2016年10月、AFC U-19選手権の日本代表メンバーに選出。10月27日、準決勝のベトナム戦で初出場初先発を果たすと、セットプレーから1アシストやセンターバックとして無失点で抑えるなど存在感をみせた。
2018年、AFC U-23選手権のメンバーに選出。第2戦のU-23タイ戦では初戦のU-23パレスチナ戦に続いて2試合連続ゴールをきめて決勝トーナメント進出に貢献した。8月のアジア競技大会のメンバーにも選出され、主力として準優勝を果たした。
2019年5月24日、コパ・アメリカに臨む東京五輪世代中心で構成された日本代表に初選出された。6月21日、コパ・アメリカ第2戦のウルグアイ戦にスタメン出場し、代表デビューを果たした。
2021年3月29日、U-24アルゼンチン代表戦では2ゴールを挙げ、東京五輪の日本代表にも選出され4位入賞となった。
2022年11月、カタールワールドカップに出場する日本代表に初選出された。グループステージ全試合にフル出場し、ドイツ戦では浅野拓磨の逆転ゴールを演出するなど攻撃でも貢献し、アジア勢初となる海外のW杯グループリーグ1位突破に貢献した。スペイン紙『マルカ』、イタリア版『スカイスポーツ』によるグループステージ第1節のベストイレブンにも名を連ねた。前者はワールドカップで価値を倍増させた選手の一人にも選出し「大会を通して最も安定したパフォーマンスを発揮した」と評した。
2023年3月28日、第二次森保JAPANの二戦目となるコロンビア戦にて初めてゲームキャプテンを務めた。6月、エルサルバドル、ペルー戦共に先発フル出場。

## 所属クラブ
- 高木SC
- さぎぬまSC
- あざみ野FC
- 2006年 - 2008年 川崎フロンターレU-12（横浜市立荏子田小学校）
- 2009年 - 2011年 川崎フロンターレU-15（横浜市立すすき野中学校）
- 2012年 - 2014年 川崎フロンターレU-18（神奈川県立川崎北高等学校）
  - 2014年 川崎フロンターレ（2種登録選手）
- 2015年 - 2018年  川崎フロンターレ
  - 2015年  Jリーグ・アンダー22選抜
  - 2018年  ベガルタ仙台（期限付き移籍）
- 2019年 - 2022年  マンチェスター・シティFC
  - 2019年 - 2021年  FCフローニンゲン（期限付き移籍）
  - 2021年 - 2022年  シャルケ04（期限付き移籍）
- 2022年 - 2025年  ボルシア・メンヒェングラートバッハ
- 2025年 -  アヤックス・アムステルダム

## 個人成績
| 国内大会個人成績 | 国内大会個人成績 | 国内大会個人成績 | 国内大会個人成績 | 国内大会個人成績 | 国内大会個人成績 | 国内大会個人成績 | 国内大会個人成績 | 国内大会個人成績 | 国内大会個人成績 | 国内大会個人成績 | 国内大会個人成績 |
| 年度             | クラブ           | 背番号           | リーグ           | リーグ戦         | リーグ戦         | リーグ杯         | リーグ杯         | オープン杯       | オープン杯       | 期間通算         | 期間通算         |
| 年度             | クラブ           | 背番号           | リーグ           | 出場             | 得点             | 出場             | 得点             | 出場             | 得点             | 出場             | 得点             |
| 日本             | 日本             | 日本             | 日本             | リーグ戦         | リーグ戦         | リーグ杯         | リーグ杯         | 天皇杯           | 天皇杯           | 期間通算         | 期間通算         |
| ---------------- | ---------------- | ---------------- | ---------------- | ---------------- | ---------------- | ---------------- | ---------------- | ---------------- | ---------------- | ---------------- | ---------------- |
| 2015             | 川崎             | 28               | J1               | 0                | 0                | 0                | 0                | 0                | 0                | 0                | 0                |
| 2016             | 川崎             | 28               | J1               | 2                | 0                | 1                | 0                | 2                | 0                | 5                | 0                |
| 2017             | 川崎             | 28               | J1               | 5                | 0                | 4                | 0                | 3                | 0                | 12               | 0                |
| 2018             | 仙台             | 6                | J1               | 24               | 3                | 4                | 0                | 4                | 0                | 32               | 3                |
| オランダ         | オランダ         | オランダ         | オランダ         | リーグ戦         | リーグ戦         | リーグ杯         | リーグ杯         | KNVBカップ       | KNVBカップ       | 期間通算         | 期間通算         |
| 2018-19          | フローニンゲン   | 17               | エールディヴィジ | 0                | 0                | -                | -                | 0                | 0                | 0                | 0                |
| 2019-20          | フローニンゲン   | 17               | エールディヴィジ | 22               | 0                | -                | -                | 1                | 0                | 23               | 0                |
| 2020-21          | フローニンゲン   | 5                | エールディヴィジ | 34               | 1                | -                | -                | 1                | 0                | 35               | 1                |
| ドイツ           | ドイツ           | ドイツ           | ドイツ           | リーグ戦         | リーグ戦         | リーグ杯         | リーグ杯         | DFBポカール      | DFBポカール      | 期間通算         | 期間通算         |
| 2021-22          | シャルケ         | 3                | 2.ブンデス       | 31               | 4                | -                | -                | 1                | 0                | 32               | 4                |
| 2022-23          | ボルシアMG       | 3                | ブンデス         | 24               | 0                | -                | -                | 1                | 0                | 25               | 0                |
| 2023-24          | ボルシアMG       | 3                | ブンデス         | 20               | 3                | -                | -                | 2                | 0                | 22               | 3                |
| 2024-25          | ボルシアMG       | 3                | ブンデス         | 31               | 3                | -                | -                | 2                | 1                | 33               | 4                |
| オランダ         | オランダ         | オランダ         | オランダ         | リーグ戦         | リーグ戦         | リーグ杯         | リーグ杯         | KNVBカップ       | KNVBカップ       | 期間通算         | 期間通算         |
| 2025-26          | アヤックス       | 4                | エールディヴィジ | -                | -                | -                | -                | -                | -                | -                | -                |
| 通算             | 日本             | 日本             | J1               | 31               | 3                | 9                | 0                | 9                | 0                | 49               | 3                |
| 通算             | オランダ         | オランダ         | エールディヴィジ | 56               | 1                | -                | -                | 2                | 0                | 58               | 1                |
| 通算             | ドイツ           | ドイツ           | 2.ブンデス       | 31               | 4                | -                | -                | 1                | 0                | 32               | 4                |
| 通算             | ドイツ           | ドイツ           | ブンデス         | 75               | 6                | -                | -                | 5                | 1                | 80               | 7                |
| 総通算           | 総通算           | 総通算           | 総通算           | 193              | 14               | 9                | 0                | 17               | 1                | 219              | 15               |

- 2014年は2種登録選手としての出場はなし。

その他の公式戦
| 2015   | J-22   | -      | J3     | 2 | 0 | 2 | 0 |
| 通算   | 日本   | 日本   | J3     | 2 | 0 | 2 | 0 |
| 総通算 | 総通算 | 総通算 | 総通算 | 2 | 0 | 2 | 0 |

- 2016年
  - Jリーグチャンピオンシップ 1試合0得点

| 国際大会個人成績 | 国際大会個人成績 | 国際大会個人成績 | 国際大会個人成績 | 国際大会個人成績 |
| 年度             | クラブ           | 背番号           | 出場             | 得点             |
| AFC              | AFC              | AFC              | ACL              | ACL              |
| ---------------- | ---------------- | ---------------- | ---------------- | ---------------- |
| 2017             | 川崎             | 28               | 3                | 1                |
| UEFA             | UEFA             | UEFA             | UEFA CL          | UEFA CL          |
| 2025-26          | アヤックス       | 4                | -                | -                |
| 通算             | AFC              | AFC              | 3                | 1                |
| 通算             | UEFA             | UEFA             | -                | -                |

## タイトル

### クラブ
川崎フロンターレ
- J1リーグ：1回（2017年）

ベガルタ仙台
- 天皇杯 JFA 第98回全日本サッカー選手権大会：準優勝

シャルケ04
- 2. ブンデスリーガ：1回（2021-22）

### 代表
U-19日本代表
- AFC U-19選手権（2016年）

### 個人
- TAG Heuer YOUNG GUNS AWARD（2018年）
- JPFAアワード（JPFA）・ベストイレブン：3回（2022年-2024年）
- ボルシア・メンヒェングラードバッハ・月間MVP（2023年8月）

## 代表歴

### 出場大会
- U-18日本代表[45]
  - SBSカップ 国際ユースサッカー（2015年）
- U-19日本代表
  - AFC U-19選手権（2016年）
- U-20日本代表
  - ドイツ遠征（2017年）
  - FIFA U-20ワールドカップ（2017年）
- U-21日本代表
  - AFC U-23選手権（2018年）
  - スポーツ・フォー・トゥモロー（SFT）プログラム 南米・日本U-21サッカー交流（2018年）
  - トゥーロン国際大会（2018年）
  - アジア競技大会（2018年）
  - ドバイカップU-23（2018年）
- U-22日本代表
  - AFC U-23選手権2020（予選）（2019年）
  - キリンチャレンジカップ（2019年）
- U-24日本代表
  - SAISON CARD CUP 2021（2021年）
  - 東京オリンピック（2021年）
- 日本代表
  - コパ・アメリカ2019（2019年）
  - 2022 FIFAワールドカップ・アジア2次予選兼AFCアジアカップ 2023・予選（2021年）
  - 2022 FIFAワールドカップ・アジア3次予選（2022年）
  - 2022 FIFAワールドカップ（2022年）
  - AFCアジアカップ2023（2024年）
  - 2026 FIFAワールドカップ・アジア2次予選兼AFCアジアカップ 2027・予選（2024年）
  - 2026 FIFAワールドカップ・アジア3次予選（2024年）

### 試合数
- 国際Aマッチ 37試合 2得点（2019年 - ）

| 日本代表 | 国際Aマッチ | 国際Aマッチ |
| 年       | 出場        | 得点        |
| -------- | ----------- | ----------- |
| 2019     | 3           | 0           |
| 2020     | 1           | 0           |
| 2021     | 1           | 1           |
| 2022     | 11          | 0           |
| 2023     | 6           | 0           |
| 2024     | 13          | 1           |
| 2025     | 2           | 0           |
| 通算     | 37          | 2           |

### 出場
| No. | 開催日         | 開催都市         | スタジアム                                         | 対戦国                 | 結果  | 監督   | 大会                                                               |
| --- | -------------- | ---------------- | -------------------------------------------------- | ---------------------- | ----- | ------ | ------------------------------------------------------------------ |
| 1.  | 2019年6月20日  | ポルト・アレグレ | アレーナ・ド・グレミオ                             | ウルグアイ             | △2-2  | 森保一 | コパ・アメリカ2019                                                 |
| 2.  | 2019年6月24日  | ベロ・オリゾンテ | エスタジオ・ゴベルナドール・マガリャンイス・ピント | エクアドル             | △1-1  | 森保一 | コパ・アメリカ2019                                                 |
| 3.  | 2019年9月5日   | 鹿嶋             | 茨城県立カシマサッカースタジアム                   | パラグアイ             | ○2-0  | 森保一 | キリンチャレンジカップ2019                                         |
| 4.  | 2020年11月13日 | グラーツ         | メルクーア・アレーナ                               | パナマ                 | ○1-0  | 森保一 | 国際親善試合                                                       |
| 5.  | 2021年5月28日  | 千葉             | フクダ電子アリーナ                                 | ミャンマー             | ○10-0 | 森保一 | 2022 FIFAワールドカップ・アジア2次予選兼AFCアジアカップ 2023・予選 |
| 6.  | 2022年1月27日  | さいたま         | 埼玉スタジアム2002                                 | 中国                   | ○2-0  | 森保一 | 2022 FIFAワールドカップ・アジア3次予選                             |
| 7.  | 2022年2月1日   | さいたま         | 埼玉スタジアム2002                                 | サウジアラビア         | ○2-0  | 森保一 | 2022 FIFAワールドカップ・アジア3次予選                             |
| 8.  | 2022年3月24日  | シドニー         | スタジアム・オーストラリア                         | オーストラリア         | ○2-0  | 森保一 | 2022 FIFAワールドカップ・アジア3次予選                             |
| 9.  | 2022年6月2日   | 札幌             | 札幌ドーム                                         | パラグアイ             | ○4-1  | 森保一 | キリンチャレンジカップ2022                                         |
| 10. | 2022年6月6日   | 東京             | 国立競技場                                         | ブラジル               | ●0-1  | 森保一 | キリンチャレンジカップ2022                                         |
| 11. | 2022年6月10日  | 神戸             | ノエビアスタジアム神戸                             | ガーナ                 | ○4-1  | 森保一 | キリンカップサッカー2022                                           |
| 12. | 2022年6月14日  | 吹田             | パナソニックスタジアム吹田                         | チュニジア             | ●0-3  | 森保一 | キリンカップサッカー2022                                           |
| 13. | 2022年11月17日 | ドバイ           | アール・マクトゥーム・スタジアム                   | カナダ                 | ●1-2  | 森保一 | 国際親善試合                                                       |
| 14. | 2022年11月23日 | ライヤーン       | ハリーファ国際スタジアム                           | ドイツ                 | ○2-1  | 森保一 | 2022 FIFAワールドカップ                                            |
| 15. | 2022年11月27日 | ライヤーン       | アフメド・ビン＝アリー・スタジアム                 | コスタリカ             | ●0-1  | 森保一 | 2022 FIFAワールドカップ                                            |
| 16. | 2022年12月1日  | ライヤーン       | ハリーファ国際スタジアム                           | スペイン               | ○2-1  | 森保一 | 2022 FIFAワールドカップ                                            |
| 17. | 2023年3月24日  | 東京             | 国立競技場                                         | ウルグアイ             | △1-1  | 森保一 | キリンチャレンジカップ2023                                         |
| 18. | 2023年3月28日  | 大阪             | ヨドコウ桜スタジアム                               | コロンビア             | ●1-2  | 森保一 | キリンチャレンジカップ2023                                         |
| 19. | 2023年6月15日  | 豊田             | 豊田スタジアム                                     | エルサルバドル         | ○6-0  | 森保一 | キリンチャレンジカップ2023                                         |
| 20. | 2023年6月20日  | 吹田             | パナソニックスタジアム吹田                         | ペルー                 | ○4-1  | 森保一 | キリンチャレンジカップ2023                                         |
| 21. | 2023年9月9日   | ヴォルフスブルク | フォルクスワーゲン・アレーナ                       | ドイツ                 | ○4-1  | 森保一 | 国際親善試合                                                       |
| 22. | 2023年10月17日 | 神戸             | ノエビアスタジアム神戸                             | チュニジア             | ○2-0  | 森保一 | キリンチャレンジカップ2023                                         |
| 23. | 2024年1月14日  | ドーハ           | アル・トゥマーマ・スタジアム                       | ベトナム               | ○4-2  | 森保一 | AFCアジアカップ2023                                                |
| 24. | 2024年1月19日  | ライヤーン       | エデュケーション・シティ・スタジアム               | イラク                 | ●1-2  | 森保一 | AFCアジアカップ2023                                                |
| 25. | 2024年1月31日  | ドーハ           | アル・トゥマーマ・スタジアム                       | バーレーン             | ○3-1  | 森保一 | AFCアジアカップ2023                                                |
| 26. | 2024年2月3日   | ライヤーン       | エデュケーション・シティ・スタジアム               | イラン                 | ●1-2  | 森保一 | AFCアジアカップ2023                                                |
| 27. | 2024年3月21日  | 東京             | 国立競技場                                         | 朝鮮民主主義人民共和国 | ○1-0  | 森保一 | 2026 FIFAワールドカップ・アジア2次予選兼AFCアジアカップ 2027・予選 |
| 28. | 2024年6月6日   | ヤンゴン         | トゥウンナ・スタジアム                             | ミャンマー             | ○5-0  | 森保一 | 2026 FIFAワールドカップ・アジア2次予選兼AFCアジアカップ 2027・予選 |
| 29. | 2024年6月11日  | 広島             | エディオンピースウイング広島                       | シリア                 | ○5-0  | 森保一 | 2026 FIFAワールドカップ・アジア2次予選兼AFCアジアカップ 2027・予選 |
| 30. | 2024年9月5日   | さいたま         | 埼玉スタジアム2002                                 | 中国                   | ○7-0  | 森保一 | 2026 FIFAワールドカップ・アジア3次予選                             |
| 31. | 2024年9月10日  | リファー         | バーレーン・ナショナル・スタジアム                 | バーレーン             | ○5-0  | 森保一 | 2026 FIFAワールドカップ・アジア3次予選                             |
| 32. | 2024年10月10日 | ジッダ           | キング・アブドゥッラー・スポーツシティ・スタジアム | サウジアラビア         | ○2-0  | 森保一 | 2026 FIFAワールドカップ・アジア3次予選                             |
| 33. | 2024年10月15日 | さいたま         | 埼玉スタジアム2002                                 | オーストラリア         | △1-1  | 森保一 | 2026 FIFAワールドカップ・アジア3次予選                             |
| 34. | 2024年10月15日 | ジャカルタ       | ゲロラ・ブン・カルノ・スタジアム                   | インドネシア           | ○4-0  | 森保一 | 2026 FIFAワールドカップ・アジア3次予選                             |
| 35. | 2024年11月19日 | 廈門             | 廈門白鷺体育場                                     | 中国                   | ○3-1  | 森保一 | 2026 FIFAワールドカップ・アジア3次予選                             |

### ゴール
| No. | 開催日         | 開催都市 | 対戦国     | 結果  | 大会                                   |
| --- | -------------- | -------- | ---------- | ----- | -------------------------------------- |
| 1.  | 2021年5月28日  | 千葉     | ミャンマー | ○10-0 | 2022 FIFAワールドカップ・アジア2次予選 |
| 2.  | 2024年11月19日 | 廈門     | 中国       | ○3-1  | 2026 FIFAワールドカップ・アジア3次予選 |